# La Montanara
(La Montanara)
La Montanara è un canto di ispirazione popolare con testo e musica composti nel 1927 dall'alpinista nato a Schio (in provincia di Vicenza), ma piemontese d'adozione, Toni Ortelli; l'armonizzazione a quattro voci del pezzo è firmata da Luigi Pigarelli.
Il canto nacque nel luglio del 1927 nelle valli di Lanzo, al Pian della Mussa; l'alpinista Toni Ortelli scrisse testo e musica in ricordo di un amico valdostano morto sul Monte Rosa. Arrivata al maestro Luigi Pigarelli a Trento, venne da lui armonizzata sotto lo pseudonimo di Pierluigi Galli. Venne donata al Coro della SOSAT, che lo cantò ad orecchio per la prima volta pubblicamente a Roma ai microfoni dell'EIAR il 7 aprile 1929 e ne curò la prima edizione del 1930.
La Montanara ha dato il nome ad un coro in Germania; il Coro Soreghina prende inoltre il proprio nome dalla protagonista della leggenda ladina a cui si ispira il canto. La Montanara è l'inno dell'Hockey Club Ambrì-Piotta, una squadra di hockey su ghiaccio delle montagne del Canton Ticino militante in Lega Nazionale A.

## Il testo

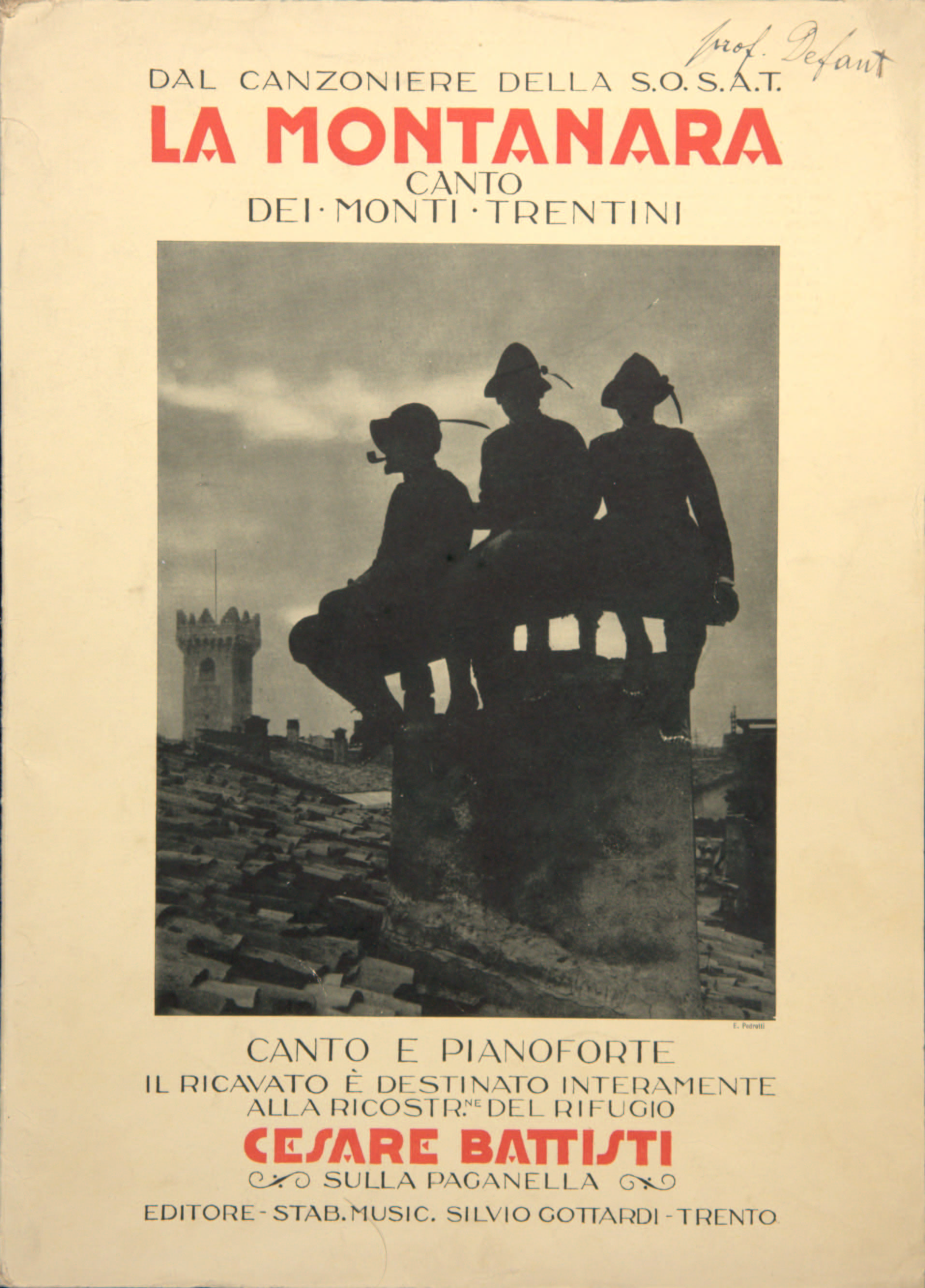
Il frontespizio della prima edizione de La Montanara (1930).

La Montanara, considerata uno dei più celebri canti di montagna, è ispirato alla leggenda ladina di Soreghina, figlia del Sole, anche se le parole del canto menzionano appena questa storia, lasciando spazio all'evocazione di valli, boschi e canti alpini.
Il testo della canzone è stato tradotto in 148 lingue.

## La musica
La melodia è costituita da una strofa ed un ritornello ripetuto due volte, a cui fa seguito una seconda strofa abitualmente eseguita da un solista; il metro è di 3/4.

## Alcune incisioni
- 1997: Coro della SOSAT, album Canta la S.O.S.A.T.
- 2005: Coro della SAT, album Serenada a Castel Toblin